# سیموس (ترانه)
سیموس (به انگلیسی: Seamus) نام پنجمین آهنگ آلبوم فضولی از گروه پینک فلوید است. نام آهنگ برگرفته از یک سگ با نام سیموس است که به استیو مریوت، عضو گروه‌های هامبل پای و اسمال فیسز، تعلق داشت و از صدای زوزهٔ سگ وی در نسخهٔ آلبوم از این آهنگ استفاده شده است.

## اجراهای زنده

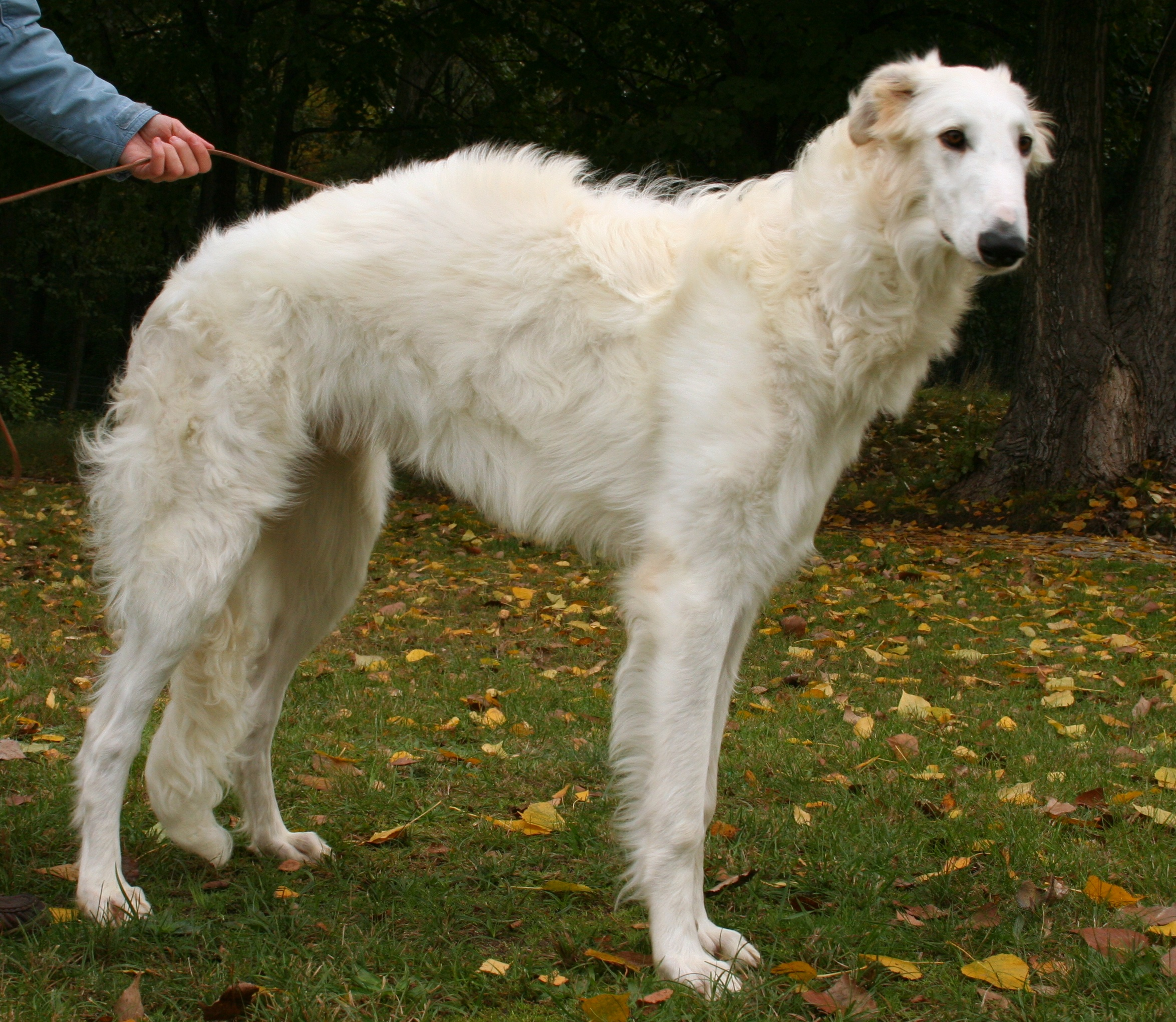
برزوی، از این نوع سگ در نسخه زنده آهنگ برای زوزه‌کشی استفاده شد.

پینک فلوید این آهنگ را تنها یک بار در کنسرت فیلم خود با نام زنده در پمپئی به صورت زنده اجرا کرد. در نسخهٔ پمپئی از شعر استفاده نشده و دیوید گیلمور به جای خوانندگی که در نسخهٔ آلبوم انجام می‌داد؛ ساز دهنی می‌نوازد و راجر واترز با یکی از فندر استرتوکستر‌های گیلمور گیتار می‌نوازد. همچنین در این اجرا از یک سگ برزوی ماده به جای سگی که در نسخهٔ استودیویی آلبوم استفاده شد به زوزه‌کشی پرداخت.

## دست‌اندرکاران
- راجر واترز - گیتار بیس، گیتار الکتریک در نسخهٔ زنده در پمپئی
- ریچارد رایت - پیانو
- دیوید گیلمور - گیتار آکوستیک، خوااننده، سازدهنی در نسخهٔ زنده در پمپئی

به همراه
- seamus -زوزه در نسخهٔ آلبوم
- Nobs - زوزه در نسخهٔ پمپئی

## واژه‌نامه و پانویس‌ها
1. ↑  Steve Marriott
2. ↑  Humple Pie
3. ↑  Small Faces
4. ↑  Borzoi
5. ↑  (با نام «Nobs»)